# De Gemeenschap
De Gemeenschap was een vanaf 1925 in Utrecht en vanaf 1935 in Bilthoven gevestigd tijdschrift en een gelijknamige uitgeverij van jonge katholieke intellectuelen tijdens het interbellum (1925-1941).

## Geschiedenis van het tijdschrift
In 1924 werd naast Roeping (literair tijdschrift) het periodiek De Gemeenschap, maandschrift voor Katholieke Reconstructie opgericht. Van januari 1925 tot en met september 1941 was dit het leidende cultureel tijdschrift voor katholieke jongeren. Gedurende de periode 1925-1934 vormden Jan Engelman, Henk Kuitenbrouwer en Willem Maas de redactie. Albert Kuyle, pseudoniem van Louis Kuitenbrouwer, was ook vanaf het begin verbonden aan het tijdschrift, aanvankelijk als redactiesecretaris, later als redacteur. Kuyles bijdragen bepaalden in die jaren mede het karakter van het tijdschrift. In zijn rubriek Hagel rolden vele koppen van het katholieke establishment van die dagen.
In 1929 trad Anton van Duinkerken, die steeds invloedrijker zou worden, tot de redactie toe. Er ontstond in die periode een scherpe controverse tussen Kuyle enerzijds en Engelman anderzijds. Kuyle keerde zich met grote passie tegen de zijns inziens slechts 'esthetische' kunstopvatting van Engelman en trok diens maatschappelijke betrokkenheid en zelfs diens katholieke geloof in twijfel. Engelman verliet de redactie eind 1930.

### Vertrek en afsplitsing van Kuyle
Kuyle, die steeds meer een militante, rechtse richting insloeg, verliet de redactie drie jaar later. Per januari 1934 richtte hij met anderen het tijdschrift De Nieuwe Gemeenschap op, dat in toenemende mate een antisemitisch karakter droeg. Eind 1936 werd het alweer opgeheven. Na de Tweede Wereldoorlog periode werd Kuyle voor zijn pro-Duitse en tamelijk antisemitische publicaties veroordeeld door de Ereraad voor de Letterkunde en kreeg hij een publicatieverbod.

### De Gemeenschap na vertrek van Kuyle - antifascisme
Na het vertrek van Kuyle keerde Jan Engelman in 1934 terug. Hij en Anton van Duinkerken werden toen de steunpilaren van het blad. De Gemeenschap ging in de jaren daarop steeds meer een antifascistische koers varen. In Christen en getuige protesteerde Van Duinkerken bijvoorbeeld tegen de afzetting van Karl Barth op 23 november 1934 als hoogleraar in Bonn. Jef Last publiceerde vanaf het Spaanse Republikeinse front in De Gemeenschap over de katholieke revolutionair José Bergamin, een Spaanse katholieke filosoof die beïnvloed was door Jacques Maritain en die de kant van de linkse Republiek had gekozen. Harrie Kapteijns schreef: "Het antifascistisch karakter van De Gemeenschap wordt met het nummer duidelijker".

### Verschijningsverbod en einde van De Gemeenschap
In oktober 1941 sneuvelde het maandblad onder het verschijningsverbod van de Duitse bezetter.

## Literatoren en andere publicisten
Door de jaargangen heen hebben veel schrijvers en dichters, katholiek en niet-katholiek, in het blad gepubliceerd en soms ook gedebuteerd. Het was in zekere zin een doorbraakblad van de avant-garde van jonge katholieken in die tijd. Afgezien van de al genoemde redactieleden vinden we onder andere de volgende namen van medewerkers:
| - Bertus Aafjes - Gerrit Achterberg - Jan ten Berge - Willem ten Berge - J.C. Bloem - Leo Boekraad - F. Bordewijk - Louis de Bourbon - Willem Brandt - Gerard Bruning | - Jan Campert - Jean Cocteau - Antoon Coolen - Bernard Delfgaauw - Jan Derks - Anthonie Donker - A. den Doolaard - Koos van Doorne - Jan Eekhout - Clara Eggink - Chris de Graaff | - Marnix Gijsen - Albert Helman - Ed. Hoornik - Roel Houwink - C.J. Kelk - Pierre Kemp - Marie Koenen - Halbo C. Kool - Gerard Knuvelder - Jef Last | - Wouter Lutkie - Karel Mengelberg - Willem Maas - Jacques Maritain - Hendrik Marsman - Pieter van der Meer de Walcheren - Wies Moens - Hélène Nolthenius - Paul van Ostaijen - Wouter Paap | - Marianne Philips - Helmuth Plessner - H.M. van Randwijk - A.C. Ramselaar - Adriaan Roland Holst - Henriette Roland Holst - Joseph Roth - Felix Rutten - J. Slauerhoff - Josef Schmutzer | - Eric van der Steen - Stijn Streuvels - Bernard Verhoeven - Simon Vestdijk - Adriaan Viruly - Victor van Vriesland - Theun de Vries - J.W.F. Werumeus Buning - Erich Wichmann - Gerard Wijdeveld |

## Ontwerpers en beeldende kunstenaars

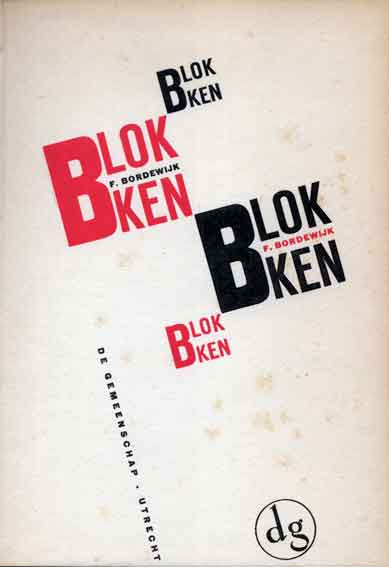
Blokken (1931). Roman van
F. Bordewijk als uitgave van
De Gemeenschap. Omslagontwerp: Andries Oosterbaan

Jozef Cantré ontwierp voor het tijdschrift 24 omslagen en Charles Eyck 21 omslagen, Hendrik Wiegersma 10 omslagen, Leo Gestel 7 omslagen, andere ontwerpers van omslagen waren onder anderen Willem Maas, Thomas Nix, Gerrit Rietveld, Sybold van Ravesteyn, Constant Nieuwenhuijs, Paul Schuitema, Henri Jonas, Andries Oosterbaan, Piet Worm, Kees Strooband, P.A. Eggermond, A. van Dijck, H.G. Condoy, Lambert Simon, Ad Selhorst, Charles Roelofsz en Otto Freundlich.
Ook werd werk gepubliceerd van onder anderen Mari Andriessen, Kees van Dongen, Joris Ivens, Edvard Munch, Joep Nicolas, John Rädecker, Otto van Rees, Ries Mulder, Charley Toorop, Jan Toorop, Edgard Tytgat, Hendrik Wiegersma en Ossip Zadkine.
In 1927, nummer 7-8, verscheen een speciaal nummer over christelijk-inheemse kunst in de missie, met bijdragen van Jan ten Berge S.J. en dr. J. Schmutzer. De christelijke beelden van de Javaanse kunstenaar Iko, die moslim was, en die in het nummer werden afgebeeld, bevinden zich thans in het Missiemuseum in Steyl.

## Uitgeverij De Gemeenschap
Uitgeverij De Gemeenschap, voortgekomen uit het gelijknamige tijdschrift, stond vanaf 15 oktober 1925 ook onder leiding van Kuyle. De uitgeverij zou in haar bestaan 143 uitgaven het licht doen zien. Ruim de helft hiervan bestaat uit literatuur, iets minder dan de helft uit boeken op het gebied van kunst, religie en politiek-maatschappelijke onderwerpen. Jozef Cantré verzorgde ook hier 23 van de omslagillustraties. Kuyle, die met veel beeldende kunstenaars contact onderhield, was door het directeurschap van de uitgeverij de belangrijkste figuur rondom uitgeverij De Gemeenschap. Een flink aantal opmerkelijke uitgaven kwam bij de uitgeverij tot stand. Het verzameld werk van Paul van Ostaijen (tussen 1928 en 1931 in drie boeken uitgegeven), Paradise Regained van Hendrik Marsman (1927) en Blokken (1931), Knorrende Beesten (1933) en Bint (1934) van F. Bordewijk behoren tot de belangrijkste hiervan.